# نیوکاسل (کلرادو)
نیوکاسل (به انگلیسی: New Castle) شهری در ایالت کلرادو کشور ایالات متحده آمریکا است که جمعیت آن در سرشماری سال ۲۰۱۰ میلادی، ۴٬۵۱۸ نفر بوده‌است.